# Le Frêche
 Le Frêche  (en occitano Lo Hrèishe) es una población y comuna francesa, situada en la región de Aquitania, departamento de Landas, en el distrito de Mont-de-Marsan y cantón de Villeneuve-de-Marsan.
Municipio en las mejores tierras de Armagnac (bebida).

## Demografía
| 550 | 529 | 472 | 438 | 392 | 386 |
| Para los censos de 1962 a 1999 la población legal corresponde a la población sin duplicidades (Fuente: INSEE [Consultar]) |     |     |     |     |     |